# Palmovka
Palmovka – stacja linii B metra praskiego (odcinek II.B), położona w dzielnicy Libeň, pod ulicą Na Žertvách i placem Hrabala (náměstí Hrabala).